# انتفاضة المليار
انتفاضة المليار هي حركة عالمية نظمتها إيف إنسلر للقضاء على الاغتصاب والتحرش الجنسي بالمرأة، بدأت الانتفاضة عام 2012 كجزء من حركة القضاء على العنف ضد المرأة، وقد سميت بانتفاضة «المليار» نسبة إلى إحصائيات الأمم المتحدة التي أشارت إلى أن واحدة من كل ثلاث نساء تتعرضن للعنف والضرب خلال حياتها؛ وهو ما يعادل مليار امرأة. عام 2016 كان شعار الانتفاضة «هبوا من أجل الثورة»، وقد ورد على لسان مونيك ويلسون مدير الحملة: «ستقوم الحملة هذا العام بتصعيد الجهود الجماعية للنشطاء في كافة أنحاء العالم وتضخيم دعوتهم لإجراء تغييرات منهجية تقضي على العنف ضد الأطفال والنساء بشكل نهائي».

## التأسيس

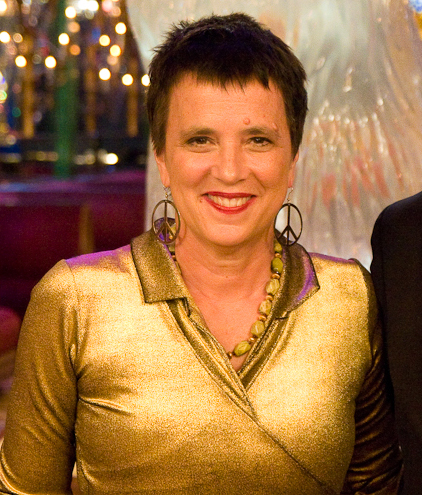
إيف إنسلر مؤسسة انتفاضة المليار

تم تأسيس الانتفاضة من قبل الكاتبة المسرحية والناشطة إيف إنسلر التي ألفت مسرحية «مونولوج المهبل» وأسست حركة القضاء على العنف ضد المرأة، وقد استوحت إنسلر فكرة الانتفاضة من التصريحات المثيرة للجدل التي أطلقها النائب الجمهوري تود أكين حول احتمالية حدوث الحمل عند تعرض امرأة للاغتصاب، والتي أثارت استهجان إنسلر؛ مما دفعها لكتابة خطاب مفتوح ردًّا عليه.

## التاريخ

### 2012
عام 2012 شكلت حملة المليار أكبر تجمع عالمي للقضاء على العنف ضد المرأة عن طريق تنظيم عشرات الآلاف من الفعاليات. وفي العشرين من سبتمبر 2012 انضم للحملة مشاركون من 160 دولة، كما شارك فيها ما يقرب من 5000 منظمة، وتم دعمها ومساندتها من قبل رجال الدين ومنظمي الحملات وممثلين كروزاريو دوسن وروبرت ريدفورد وسياسيين كستيلا كريزي من حزب العمال.
وفي رسالة فيديو مصورة مهداة إلى روح جيوتي سينغ الطالبة الهندية التي لقيت حتفها بعد اغتصابها من قبل ستة أشخاص في حافلة بمدينة دلهي، كشفت أنوشكا شنكار عن تعرضها للتحرش الجنسي من قبل صديق مقرب من والديها لعدة سنوات في طفولتها، كما صرحت بأنها لم تعتقد يومًا أنها ستتعافى مما عانت منه من انتهاكات: «كامرأة.. دائمًا ما أشعر بالخوف؛ أخشى أن أسير وحدي ليلًا، أو أن أرد على رجل يسألني عن الوقت أو أن يتم إصدار أحكام بحقي بناء على مظهري، لكن لا بد من وقفة، ونحن اليوم ننتفض من أجل فتيات كجيوتي، ومن أجل الطفلة بداخلي التي لا أظن أنها سوف تتعافى مما مرت به في طفولتها».

### 2013

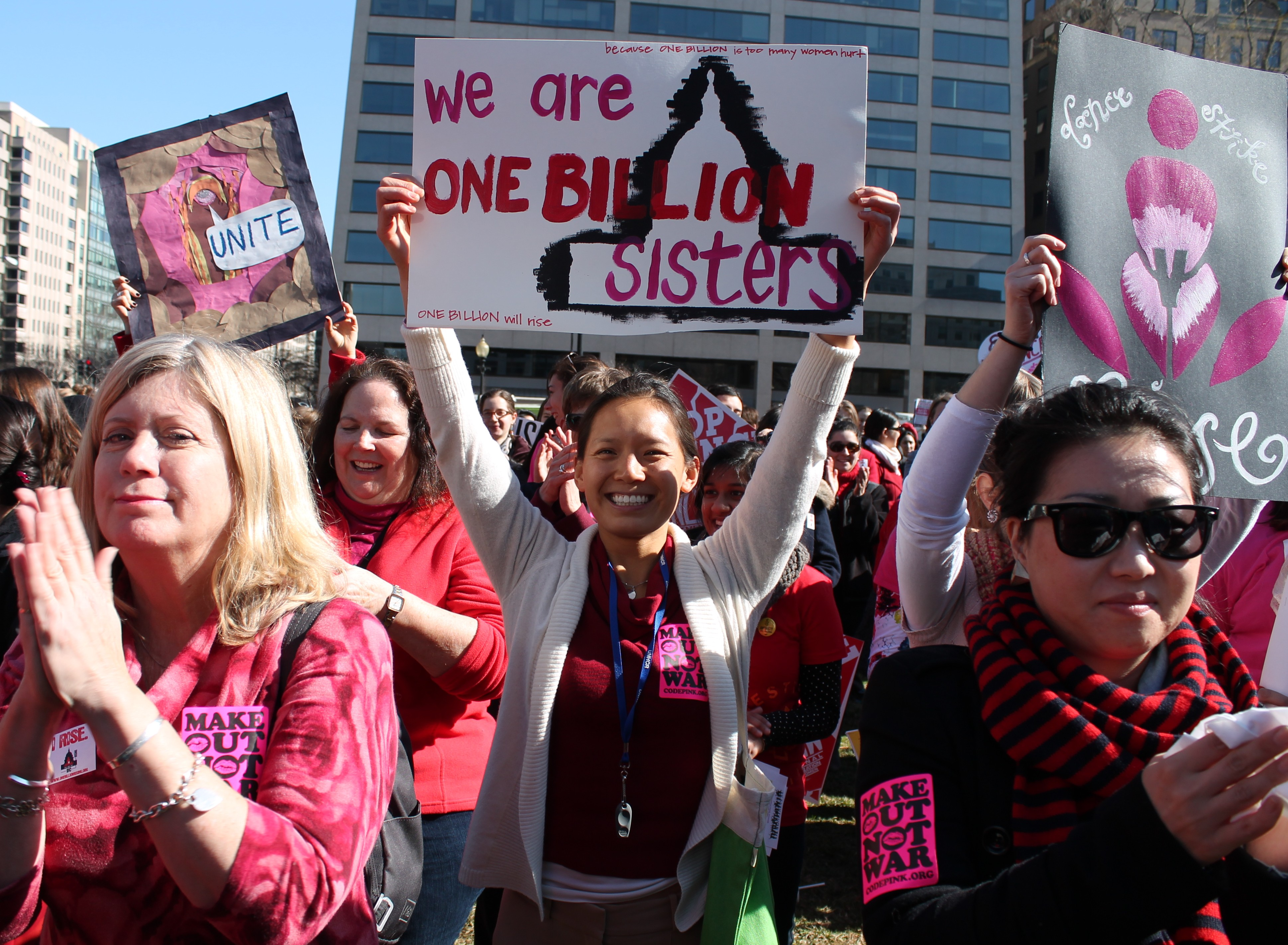
انتفاضة المليار بواشنطن 2013

في الرابع عشر من فبراير 2013 عقدت المسيرة في أكثر من 190 دولة بعد الدعوة إلى تجمع يضم مليار امرأة للقيام باستعراض جماعي في يوم الذكرى السنوية الخامسة عشر ليوم القضاء على العنف ضد المرأة.

### 2014
في فبراير 2014 عُقد الحدث تحت مسمى انتفاضة المليار من أجل العدالة، وقد أبدى الممثل الهندي عامر خان -الذي كان قد ناقش مثل هذه القضايا في أولى مسلسلاته التلفزيونية- دعمه للحملة في نيودلهي، وفي لوس أنجلوس عقدت العديد من الأحداث للاحتجاج على العنف الي تتعرض له النساء جندياتٍ وسجينات، وشارك العديد من المشاهير كجين فوندا وآن هاثاواي وماريسا تومي وديلان ماكديرموت.

### 2015
شارك أكثر من 200 دولة في الانتفاضة تحت مسمى «ثورة المليار»، شاركت أكثر من 100 مدينة، كما شاركت المقاطعات الأفغانية الأربعة والثلاثين. وانضمت كيمبريلي وليامز كرينشو الباحثة البارزة في نظرية العرق النقدية وأستاذ القانون بجامعتي كاليفورنيا وكولومبيا إلى الحملة لنشر الوعي بالصعوبات التي تلاقيها الفتيات الملونات في جامعات نيويورك وبوسطن كالعنصرية وصعوبات الانتقال من المدارس إلى السجون.

### 2016

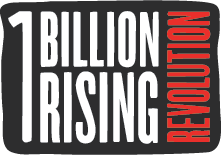
شعار انتفاضة المليار لعام 2016

شهد عام 2016 تصاعد انتفاضة المليار، وكما ورد على لسان ممثلي الحملة: "للعام الرابع تنظم مليار ناشطة على مستوى العالم الأحداث والفعاليات والنقاشات والمؤتمرات الصحفية والأفلام والمقالات والقصائد والملصقات والاحتجاجات لتقام يوم 14 فبراير تحت شعار "انتفاضة المليار: هبوا من أجل الثورة 2016، وسوف تقوم الحملة هذا العام بتصعيد الجهود الجماعية للنشطاء في كافة أنحاء العالم وتضخيم دعوتهم لإجراء تغييرات منهجية تقضي على العنف ضد الأطفال والنساء نهائيًّا، وسوف تلقي الضوء على الخطوات المتخذة على أرض الواقع، وتقوم بإصلاحات على مستويات مختلفة وتتيح مساحة لإشراك الناس من جميع مناحي الحياة، مما يخرج الفرد من حياته الشخصية إلى الحياة العامة".

### 2017
تم تنظيم الانتفاضة للمرة الخامسة في 11 فبراير عام 2017 ليوافق يوم عيد الحب، وكان شعارها هذه المرة هو «التضامن من أجل القضاء على استغلال المرأة»، وقد صرحت مونيك ويلسون مديرة الحملة قائلةً:
| انتفاضة المليار | لا توجد ثورة دون تضامن؛ فلا يمكننا الدعوة إلى تغيير العقليات والأسباب التي تبقي العنف مستمرًّا والوعي والقيم البطريركية والسياسات التي تؤثر على المرأة اقتصاديًّا واجتماعيًّا وجنسيًّا وجسديًّا ومعنويًّا، والقضاء على أشكال السيطرة والاستغلال والاضطهاد الواقع على المرأة دون تضامن وتواصل جذري | انتفاضة المليار |

.

### 2018
شهد عام 2018 ارتفاعًا في أعداد الحركات المتضامنة مع انتفاضة المليار؛ وذلك بعد انتخاب ترامب رئيسًا للولايات المتحدة الأمريكية وظهور قادة وحكومات أخرى معادية للمرأة.
وقد استمرت الحركة في اتخاذ «التضامن من أجل القضاء على استغلال المرأة» شعارًا لها؛ نظرًا لتصاعد سياسيات الليبرالية الجديدة والرأسمالية الضارية التي أدت إلى عواقب وخيمة على الطبقة العاملة والفئات المهمشة؛ الأمر الذي أضر بالأحوال الاقتصادية والاجتماعية للمرأة؛ فقد وصل الجوع والفقر إلى مستويات جديدة، وهو ما لا يمكن اعتباره بمعزل عن العنف والبطالة والتشرد واستغلال العمالة والعمل بالإكراه وانخفاض الحد الأدنى للأجور وارتفاع مستويات الإتجار بالجنس؛ مما حدا بالنساء العاملات في جميع المجالات إلى المناداة بالأمان والكرامة الإنسانية والأجور المجزية والمساواة مع الرجال في الأجور.

### 2019
للعام السابع على التوالي ستقام الانتفاضة على نطاق أوسع تحت شعار «ليست مجرد حملة بل أسلوب حياة»، وستستمر في المطالبة بالقضاء على العنف ضد المرأة بما في ذلك المتحولات جنسيًا وموافقات الجنس وغيرهن ممن تتعرضن للتمييز القائم على الجنس، وتحريرهن من العنف الجسدي والجنسي في أشكاله الصريحة الواضحة كالاغتصاب والتحرش الجنسي وتشويه الأعضاء التناسلية الأنثوية والرق الجنسي والإتجار بالجنس وزواج القصر وقتل النساء والاضطهاد الجنسي والعنف تجاه المجتمعات المثلية.
تواجه الحملة هذه المرة تحديات أكبر؛ إذ تهدف الحملة إلى التعمق في القضاء على العنف بجميع صوره كالعنف الجسدي والجنسي والعنف المنهجي في المجالات السياسية والاقتصادية والثقافية والفكرية.